# Polyzonus prasinus
Polyzonus prasinus är en skalbaggsart som först beskrevs av White 1853.  Polyzonus prasinus ingår i släktet Polyzonus och familjen långhorningar. Inga underarter finns listade i Catalogue of Life.